# Juliusz Reiss
Juliusz Jerzy Reiss (ur. 22 grudnia 1933 w Krakowie, zm. 7 stycznia 2020) – polski specjalista w zakresie mikrobiologii lekarskiej, prof. dr hab.

## Życiorys
W 1957 ukończył studia lekarskie w Akademii Medycznej im. Mikołaja Kopernika w Krakowie. Obronił pracę doktorską, następnie habilitował się na podstawie dorobku naukowego i pracy. 14 lutego 1985 nadano mu tytuł profesora w zakresie nauk medycznych.
Objął funkcję profesora nadzwyczajnego w Wojskowym Instytucie Higieny i Epidemiologii im. gen. Karola Kaczkowskiego.

## Publikacje
- 2001: PraktycznCytometria przepływowa w klinicznych analizach bakteriologicznych / Agnieszka Woźniak-Kosek, Juliusz Reiss, Jerzy Kawiaka bakteriologia lekarska i sanitarna / pod red. nauk. Jacka Grzybowskiego i Juliusza Reissa ; [aut. Marek Gniadkowski et al.][1]
- 2003: Cytometria przepływowa w klinicznych analizach bakteriologicznych / Agnieszka Woźniak-Kosek, Juliusz Reiss, Jerzy Kawiak[1]
- 2008: Specyfika i postępowanie w różnych rodzajach zagrożeń : bioterroryzm / Jerzy Mierzejewski, Juliusz Reiss ; Wojskowy Instytut Higieny i Epidemiologii[1]